# Cerinthe
Cerinthe es un género de plantas con flores perteneciente a la familia Boraginaceae. Comprende 16 especies que son nativas del centro de Europa y del Mediterráneo.

## Descripción
Son hierbas anuales. Hojas con concreciones calizas bien marcadas en el haz, con margen ciliado. Divisiones del cáliz desiguales, ligeramente acrescentes, oblongas. Corola actinomorfa, con tubo ligeramente giboso en la base, 2 veces más largo que el limbo y lóbulos anchamente ovados, marcadamente reflejos. Anteras lanceoladas, apendiculadas en la base. Fruto con 2 núculas. Núculas biloculares con 1 semilla por cavidad, con base plana o cóncava.

## Taxonomía
El género fue descrito por Carolus Linnaeus y publicado en Species Plantarum 1: 136–137. 1753. La especie tipo es: Cerinthe major L.

## Especies seleccionadas
- Cerinthe auricolata Ten.
- Cerinthe gymnandra Gasparr.
- Cerinthe glabra Miller
- Cerinthe major L.
- Cerinthe minor L.
- Cerinthe tenuiflora Bertol.